# Pierre Redon
Pierre Redon nacido el 29 de junio de 1976 en Clermont-Ferrand, es un compositor francés de música de vanguardia y artista transdisciplinario. También es autor, músico, productor, fotógrafo, cineasta, conocido por Caminata Sonora y fundador del estudio multimedia Les Sœurs Grées.

## Biografía
Pierre Redon constituye una obra cuyas preocupaciones son ecológicas y antropológicas, utilizando una variedad de medios. Navega entre la creación sonora, el cine, la investigación antropológica y sociológica, la práctica documental, la fotografía, el arte textil, la cartografía y la edición.
De 1995 a 1999 estudió composición musical y guitarra, y colaboró con muchos artistas de la escena de la música electrónica y experimental. Su práctica se orienta, ante todo, hacia la música improvisada y la música Noise o ruidismo.
En 1999, fundó el colectivo de artistas l'Oreille Électronique, donde realiza investigaciones en obras transdisciplinares con otros miembros del colectivo e invitados (Luc Ex, Keith Rowe, etc.). Trabajaron en la realización de una serie de creaciones sobre poesía sonora y poesía de acción, en torno a las obras de Raoul Hausmann (por pedido del museo de arte contemporáneo de Rochechouart) o William Burroughs. De 2000 a 2004 participó como artista, pero también como productor y responsable del sello del colectivo l'Oreille Électronique.
A partir de 2003, la práctica de Field Recording (grabación de campo), o sonido en el paisaje se vuelve un eje central de su arte. Él pone en juego la relación del ser humano con el paisaje que define, durante una conferencia impartida en la Escuela de Bellas Artes de París como un borde: Un estado de conciencia de una relación sensible con el medio ambiente. Su obra se va hacia las instalaciones plásticas, la obra gráfica, el documental, la fotografía, y en ella se integra paulatinamente el caminar como un acercamiento sensible a los lugares a través del cuerpo.
Pierre Redon es, en particular, el artífice de Caminata Sonora, un proyecto híbrido, que entreteje la palabra de los habitantes, el sonido y la cartografía. El caminante, equipado con un reproductor de sonido portátil o una aplicación smartphone, vivirá una nueva experiencia de los lugares, incrementada por la presencia acompañante de la obra sonora.
En 2016 inauguró una obra que abarca cinco años de creación. Les Sons des Confins, constituye una serie de ocho Caminatas Sonoras a lo largo de más de 600 kilómetros desde las fuentes del Vienne, siguiendo el curso de este río, hasta el estuario del río Loira . Esta creación forma parte de un pedido artístico público del Ministerio de Cultura y Comunicación de Francia con una obra de arte sonora e inmaterial. La obra resultante va acompañada de un texto del crítico de arte y ensayista Christophe Domino.
Ya ha realizado 15 caminatas sonoras en Francia. Su investigación durante este período se ha centrado en la antropología y la ecología, que utiliza como un proceso creativo basado en la interacción. En sus conferencias, propone un enfoque que disocia la ecología humana efectiva (la relación concreta con el medio ambiente) de la ecología cultural (la capacidad de conceptualizar la vida en el medio ambiente) para llevar a cabo sus investigaciones de campo. De 2007 a 2016 fue invitado a dictar conferencias sobre estos temas en círculos universitarios.
En 2004 fundó el Estudio Multimedia Les Sœurs Grées, que desempeña el papel de un laboratorio de investigación y creación artística que trabaja para desarrollar y promover proyectos transdisciplinarios.
De 2007 a 2011 también dirigió la residencia de artistas "La Pommerie" en la Meseta de Millevaches.El estableció un programa artístico en torno al arte sonoro y el evento anual "Les Rencontres art & Écologie " (Los Encuentros de arte y Ecología) que invitaba al intercambio entre artistas, académicos y público.
Su trabajo sobre hipnosis y sanación, iniciado en la Caminata Sonora, Lichen, cuerpo, género y sexualidad en 2015, pedido por la ciudad de Reims con la activista estadounidense intersex Hida Viloria, le abre nuevos caminos en su acercamiento al documental, la ecología y el sonido. 
Su estilo musical, orgánico e instintivo, combina múltiples enfoques compositivos con músicos de todas las prácticas musicales: Partitura gráfica, improvisación, comunicación oral, técnicas instrumentales o electroacústicas .

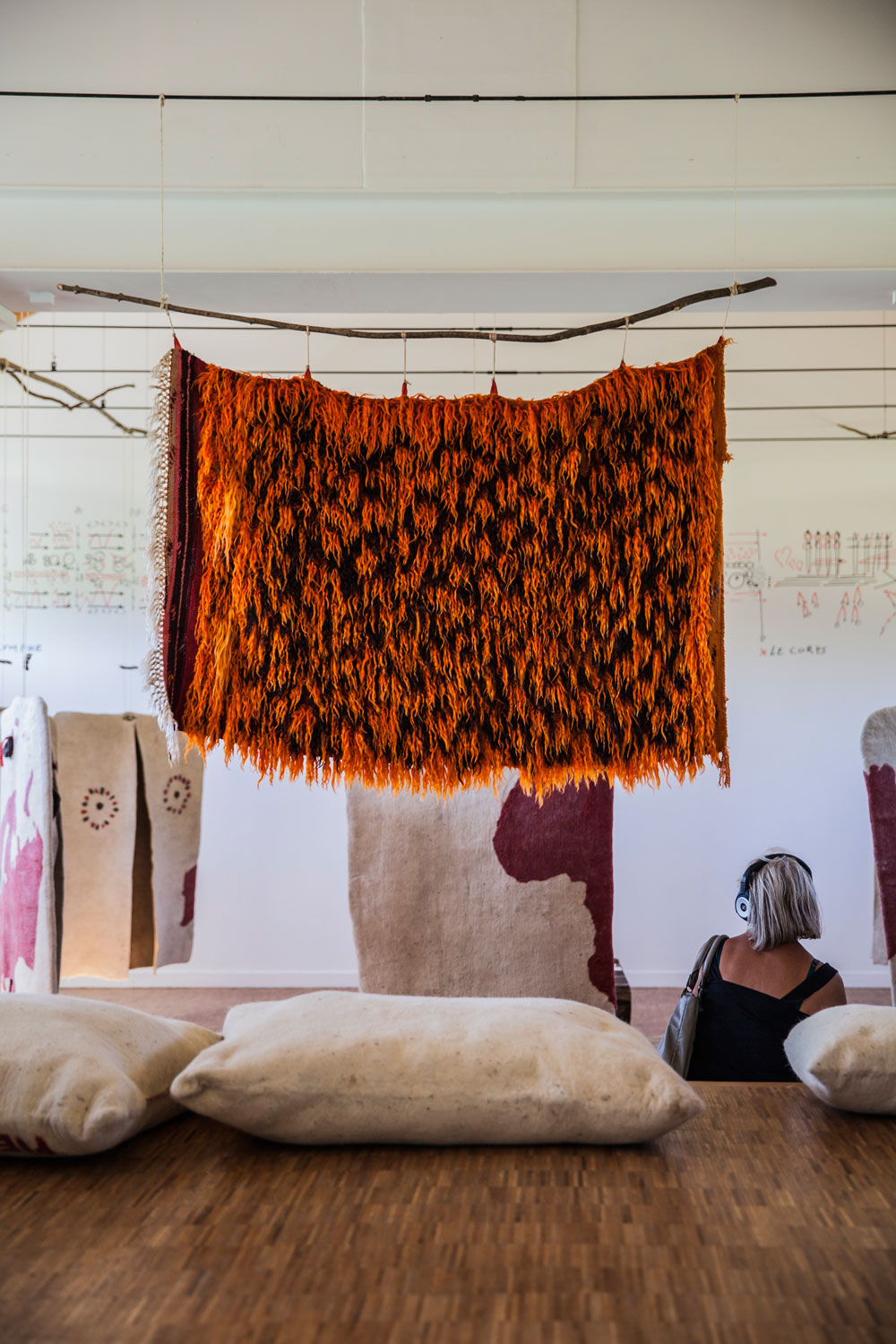
Tülü de Pierre Redon en el CIAP en la Isla de Vassivière.

Encontramos este planteamiento en la parte musical de la obra Tülü. En esta obra, el sonido es el preludio de un ritual participativo que invita al público a donar un mechón de cabello y un dibujo sobre el tema del nacimiento, para " tejer la memoria de la humanidad en una alfombra de cabello ". Esta obra ha sido presentada en Francia y al nivel internacional en China en el MCAM (Ming Contemporary art Museum) de Shanghái y en Colombia en el Teatro Jorge Eliécer Gaitán, el Museo de Trajes de Bogotá, el Cementerio Museo San Pedro en Medellín.
De 2001 a 2020 trabajó en la creación de una obra llamada " 9 " El Sonido y la Sanación  en la que destaca la relación entre el cuerpo y el sonido y su trabajo sobre las memorias transgeneracionales. Cuestiona la relación entre magia y ciencia organizando un seminario con psiquiatras del Centro Hospitalario Cadillac : “ Cuando los magos conocen a los científicos ". 

### Caminata Sonora
- 2007 : Caminata Sonora en el Markstein – Paisaje de montaña #1 El Markstein (Creuse)
- 2009 : Caminata Sonora AGUA # 1 & AGUA # (Nemini Parco) - Faux-la-Montagne & Felletin (Creuse)
- 2011 : Vestigios o los fundamentos de una ciberecología] / Saint-Ouen-l'Aumône (Val-d'Oise)
- 2015 : Lola – Festival de arte Order & Slack Deux-Caps / Audinghen (Marne)
- 2015 : Lichen, cuerpo, género y sexualidad - Edición MF & Les Sœurs grées / pedido por la Ciudad de Reims (Marne)
- 2016 : Los Sonidos de Los Confines – Comisión de Arte Público del Ministerio de Cultura (Francia)

### Exposiciones
- 2013 : Tülü / CIAP (Centro Internacional de Arte y Paisaje) en la isla de Vassivière.
- 2014 : Encuentros de Tülü / <a href="https://fr.wikipedia.org/wiki/Cit%C3%A9_internationale_de_la_tapisserie" rel="mw:ExtLink" title="Cité internationale de la tapisserie" class="cx-link" data-linkid="133">Cité internationale de la Tapisserie</a> & Teatro Nacional de Aubusson (Creuse).
- 2017 : Tülü // Museo de Trajes de Bogotá, Teatro Jorge Eliécer Gaitán y Museo Cementerio San Pedro en Medellín .
- 2017 : “ Lo que el Rey no Ve » / Château d'Oiron Centre des Monuments Nationaux, creación sonora interactiva.[13]
- 2018 : Los sonidos de los Confines / L'Ascenseur Végétal - Burdeos (Gironda)
- 2019 : Tülü / McaM ,(Museo de Arte Contemporáneo Ming)] como parte del Festival “ cruces del Instituto Francés de Shanghai.[14]

- 2009 : Miage[15], una película de Edmond Carrère y Pierre Redon, producción : Pyramide producción, edición : Les Films du Paradoxe.
- 2020 : “ 9 » Sonido y Sanación. Serie documental producida por Les Sœurs Grées para la plataforma digital Sonido y Sanación.

### Música de cine
2007 : Une Histoire Galicienne  – Director : Patrick Séraudie (Pyramide productions)
2008 : La Petite Russie  – Director Patrick Séraudie (Pyramide productions)
2009 : Au bout de la Nuit  – Director Patrick Séraudie (Pyramide productions)
2009 : Miage - Director : Edmond Carrère & Pierre Redon (Pyramide productions)
2011 : Une vie avec Oradour – Director : Patrick Séraudie (Pyramide productions)
2014 : Le Silence & la Douleur  – Director : Patrick Séraudie (Pyramide productions)

## Ediciones

### Discografía
2022 : Miage - original soundtrack (grabada en 2009) - sello : Les Sœurs Grées
2020 : Chakras y 5 Elementos, con el ensemble "9" - sello : Les Sœurs Grées
2018 : Tülü - con Ensemble Tülü - Vinilo - sello : Les Sœurs Grées
2008 : Toy.bizarre y Pierre Redon -CD- sello: Auf Abwegen
2002 : Solo – sello: L’Oreille Électronique - CD

### Publicaciones
2018 : Tülü - Ediciones Loco, ISBN 978-2-84314-004-4 -Serigrafía original, dos libros, un vinilo 33 rpm.
2016 : Los Sonidos de los Confines, Loco Ediciones,ISBN 9782919507511 - edición interactiva : Libro fotográfico, diario, juego de tarot, aplicación para smartphone.
2011 : Vestigios o los fundamentos de una ciberecología -, Éditions MF, colección Dehors, ISBN 9782915794540 – Libro, mapa, CD.
2015 : Lichen, cuerpo, género y sexualidad, Ediciones MF, ISBN 978-2915794656 – edición interactiva : aplicación para teléfonos inteligentes.
2009 : Caminata Sonora EAU # 1 & EAU # 2 (Nemini Parco) / Faux-la-Montagne & Felletin (23), Éditions MF ISBN 978-2-9157-9461-8 .